# Carl Fredrik Georgii
Carl Fredrik Georgii, född den 26 augusti 1715 i Stockholm, död den 12 april 1795 i Uppsala, var en svensk historiker och professor, stamfader till den adliga ätten af Georgii.
Carl Fredrik Georgii föddes i Stockholm dit fadern, en tysk, Peter Eberhard Georgii flytt undan pesten i sin hemstad Hamburg. I Sverige blev fadern känd apotekare när han försökte bota pesten, samt blev hovapotekare vid Apoteket Kronan. Modern Brita Ziervogel tillhörde en känd apotekarsläkt. Sedan fadern avled några år efter Carl Fredrik Georgiis födelse, kom han och hans bror Nils Georgii att växa upp hos styvfadern August Christian Cognell från Königsberg, även denne hovapotekare. Carl Fredrik Georgii inträdde dock inte på apotekarbanan. Sedan han blivit filosofie magister fick han tjänst som kanslist vid Kunglig Majestäts kansli, varefter han återkallades till Uppsala universitet som docent.
Georgii utnämndes 1753 till professor i historia vid Uppsala universitet. Georgii författade åtskilliga, till största delen i disputationsform utgivna, historiska skrifter, som mera utmärker sig genom stilens förtjänster än genom forskningens grundlighet. Bland dessa märks avhandlingen Historia foederum præcipuerecentiorum Sueciam inter et Daniam (1758-1776), i vilken han, först av alla, underkastade själva Kalmarunionsdokumentet en kritisk behandling och i den uteblivna utskrivningen på pergament i sex exemplar av unionsurkunden fann ett skäl mot dess rättsgiltighet. 
Georgii var gift med Maria Elisabeth Appelbom av den adliga ätten nr 325, och fick med henne sonen Evert Georgii. Hans svåger, Lars Dahlman, var likaledes professor i Uppsala, och en annan svåger tillhörde ätten von Hermansson som hade stark ställning vid universitetet.